# Đèo Cáp Na
Đèo Cáp Na là đèo nằm trên quốc lộ 279 ở vùng ranh giới huyện Quỳnh Nhai tỉnh Sơn La và huyện Than Uyên tỉnh Lai Châu, Việt Nam .

## Vị trí
Đèo Cáp Na trên quốc lộ 279 ở vùng ranh giới xã Mường Giôn huyện Quỳnh Nhai tỉnh Sơn La và xã Tà Hừa huyện Than Uyên tỉnh Lai Châu.
Tên đèo đặt theo tên bản Cáp Na, hiện có Cáp Na 1 và Cáp Na 2 thuộc xã Tà Hừa huyện Than Uyên .